# Tavistock
Tavistock este un oraș în comitatul Devon, regiunea South East, Anglia. Orașul se află în districtul West Devon a cărui reședință este.
Este locul de naștere al lui Francis Drake. 